# Lamachus contortionis
Lamachus contortionis är en stekelart som beskrevs av Davis 1897. Lamachus contortionis ingår i släktet Lamachus och familjen brokparasitsteklar. Inga underarter finns listade i Catalogue of Life.